# Eleccions generals malàisies de 1982
El 22 d'abril de 1982 es van celebrar eleccions generals a Malàisia. Es va votar en les 154 circumscripcions electorals, cadascuna de les quals va elegir a un diputat al Dewan Rakyat, la cambra dominant del Parlament. Van ser les primeres eleccions d'Mahathir bin Mohamad com a primer ministre després del seu nomenament en 1981.